# 不義協會
不義協會（也稱為世界不義協會）是美國DC漫畫的一群超級惡棍。 他們是美國正義協會的主要對手。 
不義協會首次出現在全明星漫畫 #37（1947 年 10 月）中，由 Sheldon Mayer 和 Bob Kanigher 創建。  最初的小組匯集了來自 Flash Comics、Green Lantern 和 All Star Comics 的六個受歡迎的反派：思想家、賭徒、Vandal Savage、巫師、Per Degaton 和 Brain Wave。
不義聯盟出現在 DC Universe 和 CW 節目《逐星女 (電視劇)》 作為第一季的主要對手，一些成員也出現在第二季。

## 其他媒體
- 一個名為“美國不義協會”(Injustice Guild of America)的團隊出現在動畫電視《正義聯盟 (動畫)》單元“傳奇”兩集。這個團隊由音樂大師 (漫畫)、運動大師、暴雪博士和斯瓦米爵士組成。
- 不義協會出現在真人電視連續劇《逐星女 (電視劇)》中。這個版本的團隊由冰柱 (漫畫)、腦波 (漫畫)、Gambler、運動大師、母老虎、巫師 (漫畫)、龍王 (漫畫)和 所羅門·格蘭迪 組成，提琴手 (漫畫) 和 黑影 (漫畫)作為前成員出現。

## 資料來源
1. ↑  Cowsill, Alan; Irvine, Alex; Korte, Steve; Manning, Matt; Wiacek, Win; Wilson, Sven. . DK Publishing. 2016: 153. ISBN 978-1-4654-5357-0.
2. ↑  Cowsill, Alan; Irvine, Alex; Manning, Matthew K.; McAvennie, Michael; Wallace, Daniel. . DK Publishing. 2019: 51. ISBN 978-1-4654-8578-6.
3. ↑  Cowsill, Alan; Irvine, Alex; Manning, Matthew K.; McAvennie, Michael; Wallace, Daniel. . DK Publishing. 2010: 52. ISBN 978-0-7566-6742-9.
4. ↑  DC反派團體不義協會登場！惡棍塞滿《逐星女》最新預告 2020年5月11日 YAHOO